# Zinajida Mihajlivna Turcsina
Zinajida Mihajlivna Turcsina (született: Sztolityenko, ukránul: Зінаїда Михайлiвна Турчина, Kijev, 1946. május 17. –) ukrán származású kétszeres olimpiai- és világbajnok szovjet kézilabdázó, a 20. század legjobb kézilabdázója.

## Pályafutása

### Klubcsapatokban
Tizenkét évesen kezdett kézilabdázni. Négy év múlva mutatkozott be a szovjet felnőtt bajnokságban. Egész pályafutását a Szpartak Kijevben töltötte, amellyel rekordot jelentő tizenhárom alkalommal nyerte meg a Bajnokcsapatok Európa-kupáját és húsz alkalommal a szovjet bajnokságot.

### A válogatottban
1973–tól 1988-ig az összes nagy nemzetközi tornán részt vett a szovjet válogatottal, kivéve a szocialista országok által bojkottált 1984-es olimpiát. Az ötkarikás játékokon két aranyérmet és egy bronzérmet nyert, háromszor volt világbajnok, összesen öt érmet gyűjtött a vb-k során.
 2000-ben a Nemzetközi Kézilabda-szövetség a 20. század legjobb női játékosának választotta.

## Edzőként
Férje 1993-as halálát követően három évig a Szpartak Kijev vezetőedzője volt, majd a klub sportigazgatója lett. Az 1995-ös világbajnokságon az ukrán válogatott szövetségi kapitánya volt.

## Magánélete
1965-ben ment férjhez edzőjéhez, Ihor Turcsinhoz. Egy lányuk (Natasa) és egy fiuk született. Előbbi kézilabdázott. Az 1990-es években Magyarországon játszott. A Szpartakban pályára lépett tétmérkőzésen édesanyjával is. A fiuk pedig kosárlabdázó lett. 2002 óta a barátjával, Vladimirral él együtt.

## Sikerei, díjai
Szpartak Kijev
- Bajnokcsapatok Európa-kupája-győztes: 1970, 1971, 1972, 1973, 1975, 1977, 1979, 1981, 1983, 1985, 1986, 1987, 1988
- Szovjet bajnok: 1969, 1970, 1971, 1972, 1973, 1974, 1975, 1976, 1977, 1978, 1979, 1980, 1981, 1982, 1983, 1984, 1985, 1986, 1987, 1988

Egyéni elismerései
- Az évszázad női kézilabdázója: 2000
- Kijev díszpolgára: 2001[12]
- Olga hercegnő rendje: 2009[13]
- Érdemrend, 3. fokozat: 2012[14]
- A nemzetek közötti barátság rendje
- A Munka Vörös Zászló Érdemrendje